# Albrecht von Roon
Albrecht Theodor Emil hrabě von Roon (30. dubna 1803 – 23. února 1879 Berlín) byl pruský válečník a státník. Jako ministr války byl v klíčových 60. letech 19. století vedle Bismarcka a Moltkeho jedním ze tří vůdců Pruska, kteří provedli řadu úspěšných válek vedoucích ke sjednocení Německa. Roon byl politicky konzervativním podporovatelem monarchie, ale zároveň byl nadšeným modernizátorem pruského vojska. V armádě dosáhl hodnosti polního maršála (Generalfeldmarschall, od 1. ledna 1873) a již předtím byl 19. ledna 1871 povýšen na hraběte (Graf). Krátce byl také pruským ministerským předsedou v roce 1873, na tento post rezignoval ze zdravotních důvodů.